# Ủy ban AFRA
Ủy ban điều tiết tài chính châu Phi (Viết tắt là AFRA) là cơ quan theo luật định được ủy quyền bởi các công cụ pháp lý theo tuèng quốc gia của Hiệp ước do các nguyên thủ quốc gia các nước châu Phi thông qua và Chính phủ Liên minh châu Phi gọi là ASTAG kể từ khi thành lập vào năm 1999 sau Hiệp ước Abuja năm 1991 về kinh tế và liên minh tiền tệ sau đại dịch tả trâu bò và gia súc gia cần ở các nước ở vùng Sừng Châu Phi thập niên 1890 